# 세컨드 (컬링)
컬링에서 세컨드 (Second)란 두번째 스톤 (2차례)를 던지는 팀원을 말한다. 세컨드는 스킵이나 바이스의 역할을 하지 않는 경우가 많으며 다른 팀원들을 위해 스위핑해주는 역할을 한다. 세컨드는 프리가드 수칙에 따라 처음부터 리드에게 스톤을 빼앗기는 일이 없도록 해주고 있기 때문에, 테이크아웃이나 필, 센 샷을 던제는 데 상당히 능숙한 선수가 맡을 때가 많다.

## 같이 보기
- 스킵 (컬링)
- 리드 (컬링)
- 서드 (컬링)
- 피프스 (컬링)